# Coca-Cola Zero
Coca-Cola Zero és una cola dietètica produïda per The Coca-Cola Company. En alguns països, es ven com a Coca-Cola No Sugar. La beguda es va presentar l'any 2005 com a Coca-Cola Zero com una nova cola sense calories. El 2017, se'n va modificar la fórmula i se'n va actualitzar el nom, un canvi que va provocar una certa reacció. 

## Història

### Reformulació de 2017
El 2017, malgrat l'augment de les vendes als Estats Units, Coca-Cola Company va anunciar que Coca-Cola Zero seria reformulada i que se li canviaria el nom a «Coca-Cola Zero Sugar», amb la intenció que tingués un gust més semblant a la Coca-Cola estàndard tot destacant-ne la manca de contingut de sucre. La nova fórmula es va provar per primera vegada al Regne Unit el juny de 2016, amb plans per llançar-la a altres països en els mesos següents.

### Reformulació de 2021
El juliol de 2021, la Coca-Cola Company va anunciar que una altra reformulació de Coca-Cola Zero es llançaria als Estats Units a l'agost i després a tot Canadà al setembre. La reformulació seria la mateixa recepta que ja estava disponible a Europa i Amèrica Llatina. La companyia va dir que la recepta «optimitzaria els sabors existents i els ingredients existents» sense requerir un canvi en els ingredients enumerats o la informació nutricional. Juntament amb la reformulació, se n'actualitzaria l'etiquetatge.

## Logotip
El logotip original de Coca-Cola Zero presentava generalment el logotip de Coca-Cola en lletra vermella amb ribet blanc, amb la paraula "zero" a sota en minúscula a la tipografia geomètrica Avenir (o una versió personalitzada). Aquestes paraules van aparèixer sobre un fons negre. Alguns detalls variaven d'un país a un altre. Els envasos posteriors van intercanviar els colors del guió "Coca-Cola" i "Zero", deixant el primer en blanc i el segon en vermell.

## Ingredients
Totes les versions de Coca-Cola Zero Sugar venudes a diversos països es basen en la mateixa fórmula aromatitzant i totes estan carbonatades. Un litre de Coca-Cola Zero conté 96 mg de cafeïna. A més, s'utilitzen edulcorants artificials. Als EUA, això inclou l'aspartam i l'acesulfame de potassi. Tanmateix, la combinació exacta d'edulcorants i conservants utilitzats varia d'un mercat a un altre.

## Prohibició

### Veneçuela
El 2009, un estudi realitzat per l'Institut Nacional d'Higiene "Rafael Rangel" de Veneçuela, pertanyent el Ministeri del Poder Popular per a la Salut va determinar que el producte conté ciclamat de sodi, component químic que en altes concentracions pot ser perjudicial per al consum humà. En aquest sentit, va anunciar la prohibició de la venda del producte, així com la recol·lecció i destrucció de totes les presentacions de la Coca Cola Zero que es troben als establiments comercials.

### Altres països
La Coca-Cola Zero distribuïda a Espanya conté aquest ingredient però en alguns països llatinoamericans, l'edulcorant E-952 va ser retirat a causa de les sospites que pesen sobre el ciclamat. A Mèxic es va retirar el 2009 gràcies a una campanya dels consumidors però va tornar a rellançar-se anys més tard, no obstant el 2017 va sortir del mercat sent reemplaçada per Coca-Cola Sense Sucre. En altres casos (com a Xile i Argentina), es va substituir l'ús de ciclamat per aspartam i acesulfame.